# Monnina venezuelensis
Monnina venezuelensis är en jungfrulinsväxtart som beskrevs av Ramón Alejandro Ferreyra. Monnina venezuelensis ingår i släktet Monnina och familjen jungfrulinsväxter. Inga underarter finns listade i Catalogue of Life.